# 6685 Boitsov
6685 Boitsov هو كويكب، يقع ضمن حزام الكويكبات. اكتشف في 31 أغسطس 1978.

## روابط خارجية
- 6685 Boitsov في قاعدة بيانات مختبر الدفع النفاث لأجرام النظام الشمسي الصغيرة

- الاكتشاف · مخطط المدار ·  العناصر المدارية · المعلمات المادية

- 6685 Boitsov على موقع ويكي سكاي: DSS2, SDSS, GALEX, IRAS, Hydrogen α, X-Ray, Astrophoto, Sky Map, Articles and images